# Byranahalli, Malur
Byranahalli là một làng thuộc tehsil Malur, huyện Kolar, bang Karnataka, Ấn Độ.